# Hergramsdorf
Hergramsdorf ist ein Gemeindeteil der oberfränkischen Gemeinde Weitramsdorf im Landkreis Coburg.

## Geographie
Hergramsdorf liegt etwa sechs Kilometer westlich von Coburg in einem Tal zwischen dem Grainberg und dem Steinerberg, durch das der Güßbach fließt. Eine Gemeindeverbindungsstraße verbindet Hergramsdorf mit Scheuerfeld und Altenhof.

## Geschichte
Hergramsdorf wurde 1290 erstmals urkundlich erwähnt, als das Kloster Langheim von Eberhard von Kotzau dessen Rechte im Dorf „Hergrammesdorf“ erlangte. 1303 war die Siedlung komplett in Besitz des Klosters.
Verwaltet wurde Hergramsdorf vom Klosterhof Tambach, der bedeutendsten Filiale des Klosters Langheim. Herrschaftlich gehörte der Ort zum Fürstbischöflich Würzburgischen Territorium, das benachbarte Weitramsdorf zum Fürstentum Sachsen-Coburg. Dazwischen lag eine Konfessionsgrenze.
Franken wurde 1803 Jahr ein Teil Bayerns und im Zuge der Säkularisation in Bayern wurde das Kloster Langheim aufgelöst. Im Januar 1806 nahm Graf Joseph Carl von Ortenburg die Tambacher Lande als reichsunmittelbare Grafschaft Ortenburg-Tambach in Besitz. Im Oktober 1806 wurde die Grafschaft mediatisiert. Von Dezember 1806 bis 1810 gehörte Hergramsdorf als Teil des Tambacher Landes zum Großherzogtum Würzburg. Nach dessen Auflösung wurde das Herrschaftsgericht Tambach dem Mainkreis zugeordnet. 1862 erfolgte die Eingliederung Hergramsdorfs in das neu geschaffene bayerische Bezirksamt Staffelstein. Zusätzlich kam es zum Zusammenschluss von Altenhof, Tambach und Hergramsdorf zur Gemeinde Altenhof.
1925 hatte Hergramsdorf 36 Einwohner und 7 Wohnhäuser. Die Schule für die evangelischen Schüler war in Tambach, für die katholischen Schüler in Altenhof. Am 1. April 1931 wurde die Gemeinde Altenhof aus dem Bezirksamt Staffelstein in das Bezirksamt Coburg eingegliedert.
Am 1. Januar 1972 folgte die Eingemeindung von Altenhof mit Hergramsdorf nach Weitramsdorf. Im Jahr 1987 hatte Hergramsdorf 54 Einwohner und 13 Wohnhäuser mit 18 Wohnungen.

### Einwohnerentwicklung
| Jahr      | 1875 | 1900 | 1925 | 1950 | 1970 | 1987 |
| --------- | ---- | ---- | ---- | ---- | ---- | ---- |
| Einwohner | 34   | 28   | 36   | 54   | 67   | 54   |